# Xuân Khánh
Xuân Khánh là một phường thuộc quận Ninh Kiều, thành phố Cần Thơ, Việt Nam.

## Địa lý
Phường Xuân Khánh nằm ở phía tây quận Ninh Kiều, có vị trí địa lý:
- Phía đông giáp các phường An Phú và Tân An
- Phía tây giáp phường An Khánh
- Phía nam giáp phường Hưng Lợi và quận Cái Răng
- Phía bắc giáp các phường An Hòa và An Nghiệp.

Phường có diện tích 2,05 km², dân số năm 1999 là 23.870 người, mật độ dân số đạt 11.644 người/km².

## Lịch sử
Trước đây, Xuân Khánh là một phường thuộc thành phố Cần Thơ, tỉnh Cần Thơ cũ, được thành lập vào ngày 21 tháng 4 năm 1979 trên cơ sở một phần diện tích và dân số của phường Hưng Lợi.
Ngày 2 tháng 1 năm 2004, Chính phủ ban hành Nghị định 05/2004/NĐ-CP. Theo đó, chuyển phường Xuân Khánh về quận Ninh Kiều mới thành lập.